# Ла Ка (Болоња)
Ла Ка (итал. La Cà) је насеље у Италији у округу Болоња, региону Емилија-Ромања.
Према процени из 2011. у насељу је живело 122 становника. Насеље се налази на надморској висини од 933 м.